# 레몽 바르

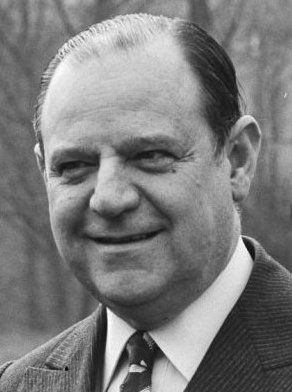
레몽 바르

레몽 옥타브 조제프 바르(프랑스어: Raymond Octave Joseph Barre, 1924년 4월 12일 ~ 2007년 8월 25일)는 프랑스의 경제학자, 중도우파 정치인이다.
유럽 연합 집행위원회 부위원장 및 경제재무집행위원장을 역임했으며, 1976년부터 1981년까지 발레리 지스카르 데스탱 대통령 밑에서 총리직을 역임했다. 1988년 대선에 출마했으나 1차에서 3위를 기록해 탈락했다. 레위니옹의 생드니에서 태어났으며, 2007년 8월 25일 파리의 발드그라스 육군병원에서 향년 83세로 타계했다.

## 역대 선거 결과
| 선거명      | 직책명                  | 대수 | 정당            | 1차 득표율 | 1차 득표수  | 2차 득표율 | 2차 득표수 | 결과 | 당락                |
| ----------- | ----------------------- | ---- | --------------- | ---------- | ----------- | ---------- | ---------- | ---- | ------------------- |
| 1978년 선거 | 하원의원 (론 제4선거구) | 6대  | 프랑스 민주연합 | 55.97%     | 25,507표    |            |            | 1위  | 론 주 하원의원 당선 |
| 1981년 선거 | 하원의원 (론 제4선거구) | 7대  | 프랑스 민주연합 | 61.68%     | 22,507표    |            |            | 1위  | 론 주 하원의원 당선 |
| 1986년 선거 | 하원의원 (론 선거구)    | 8대  | 프랑스 민주연합 | 0%         | -표         |            |            | 1위  | 론 주 하원의원 당선 |
| 1988년 선거 | 대통령                  | 21대 | 프랑스 민주연합 | 16.55%     | 5,031,849표 |            |            | 3위  | 낙선                |
| 1988년 선거 | 하원의원 (론 제4선거구) | 9대  | 프랑스 민주연합 | 55.78%     | 21,152표    |            |            | 1위  | 론 주 하원의원 당선 |
| 1993년 선거 | 하원의원 (론 제4선거구) | 10대 | 프랑스 민주연합 | 50.19%     | 20,295표    |            |            | 1위  | 론 주 하원의원 당선 |
| 1997년 선거 | 하원의원 (론 제4선거구) | 11대 | 프랑스 민주연합 | 43.15%     | 16,888표    | 62.82%     | 24,962표   | 1위  | 론 주 하원의원 당선 |